# Penture

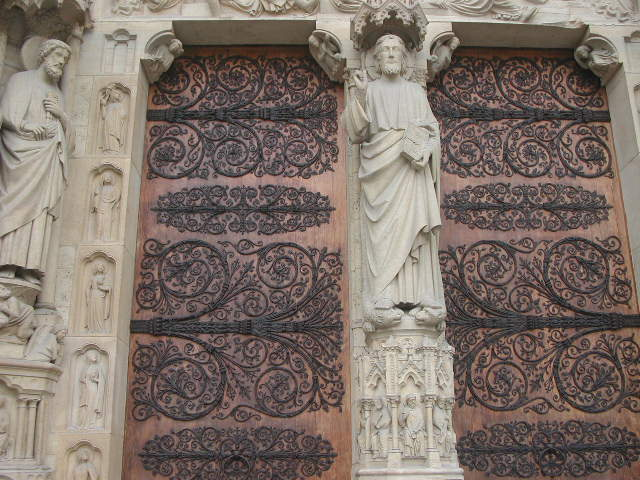
Les vantaux du portail du Jugement dernier de Notre-Dame de Paris sont renforcés par des pentures à décor de rinceaux enrichis de feuillages, d'oiseaux et de petits animaux. Détruites par les révolutionnaires pour récupérer le fer, elles sont restaurées entre 1859 et 1867 par le maître ferronnier d'art Pierre Boulanger. Cette restauration reprend les techniques et les motifs des anciennes ferrures du XIIIe siècle qui ont fait naître la légende des pentures du diable et du serrurier Biscornet.

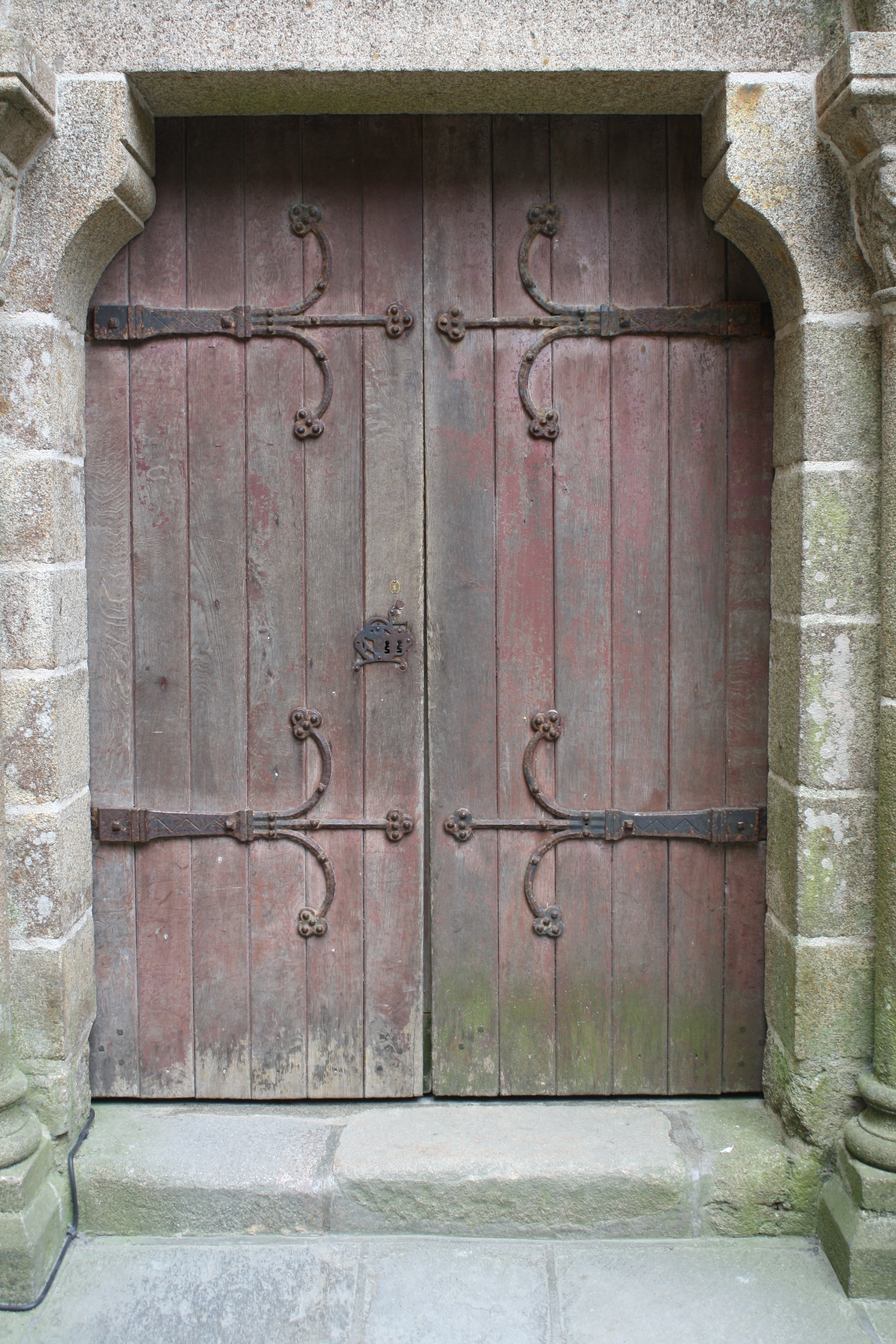
Vantaux du portail de l'abbaye du Mont-Saint-Michel.

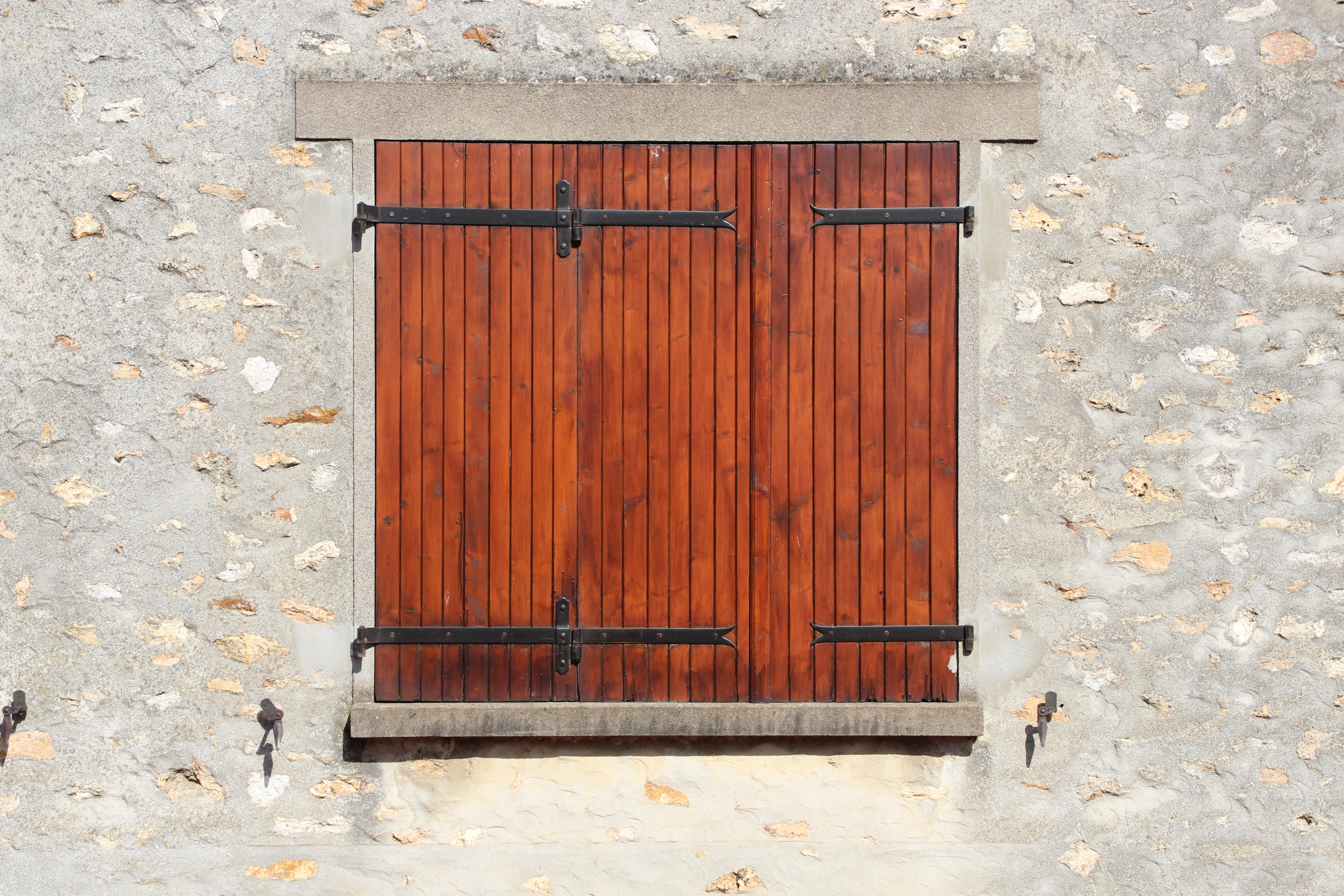
Pentures droites à queue de carpe fixées à un volet.

Une penture (issu du latin penditum « pendu », la penture permettant à une porte de se maintenir suspendue sur ses gonds) est une pièce de quincaillerie consistant en une bande de fer méplat fixée transversalement sur une porte ou un volet par des vis, des clous ou des boulons, pour la soutenir sur le gond.
Cette ferrure est produite à des fins structurelles mais aussi ornementales.
Les études basées sur la forme, le style ou le travail en fer forgé des pentures, renforcées par des analyses du métal, qui permettraient de proposer une chronologie et des hypothèses sur les ateliers de forgerons, manquent encore.

## Aspects historiques
Vers la fin du XIIIe siècle apparaît une nouvelle penture, morceau de fer plat roulé en rond à une extrémité de manière à y former un œil destiné à recevoir le mamelon d'un gond. Elle est attachée sur la surface d'une porte ou d'un contrevent de manière à la suspendre solidement et à la faire mouvoir tout en la maintenant bien stable. Les pentures sont clouées ou boulonnées aux vantaux.
Certaines pentures de monuments prestigieux peuvent revêtir une extrême complexité et constituent de véritables chefs-d'œuvre de ferronnerie, telles celles qui ornent les vantaux des trois portails occidentaux de la cathédrale Notre-Dame de Paris.

## Typologie
Fin XIIIe siècle, en termes de serrurerie, une penture désigne une bande de fer plat percée de plusieurs trous, et dont une des extrémités est repliée en rond formant œil, soudée ou non, pour recevoir le mamelon d'un gond. Elle sert à la ferrure des portes ou des volets. On nomme penture ordinaire celle qui est brute et seulement chanfreinée sur les bords.
- Penture à talon : penture dont le bout est coudé d'équerre, formant une espèce de crampon[3].
- Penture élargie ou de façon : cette penture a le collet plus large que le reste de la branche et est ordinairement dressée, limée et entaillée dans le bois[3].
- Penture à charnière : penture à double ou triple branche, portant aux extrémités de chacune des branches, d'un côté un œil simple, et de l'autre un œil double ou fourchu, qui sont réunis et fixés ensemble par une forte goupille rivée. Cette charnière sert à la fermeture des volets brisés en plusieurs feuilles[3].

Le collet est l'endroit d'une penture le plus voisin du rempli ou œil dans lequel le gond est reçu ; il est de la même largeur ou plus large que n'est le reste de la penture.
Une paumelle peut être définie comme une penture à deux branches.

## Motif de décoration

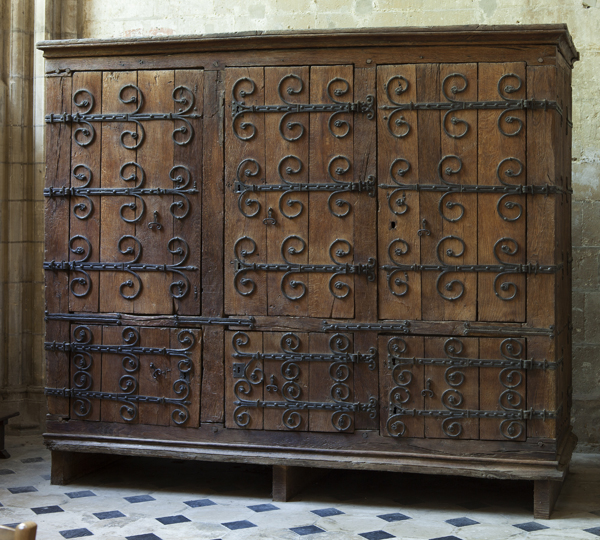
La façade de cette armoire est animée d'un réseau de pentures forgées sur le même modèle : une double tige de laquelle partent trois séries de brindilles terminées par des fleurons.

Les pentures placées sur le revers des vantaux ont des fins structurelles (consolidation et maintien des planches jointes). Celles fixées sur leur parement extérieur, en adoptant des formes variées (C droit ou retourné, fleurs de lys, volutes, tiges disposées en rinceaux ornés de feuilles, de fleurs ou de fruits...) fournissent de multiples motifs de décoration. Les artisans médiévaux forgent la barre de la penture pour représenter la tige principale d'une plante (ou un faisceau de tiges), d'où ils détachent des tiges secondaires (ou brindilles) pour mieux relier les planches jointives. Ces tiges s'enroulent en volutes ouvertes ou se terminent par différents motifs ornementaux (feuilles, fleurs, rosettes, palmettes, pommes de pin, bourgeons, têtes anthropomorphes ou zoomorphes, etc.).
Les pentures étaient fixées par des clous à rivets dont la tête forgée « servait de motif ornemental. Leur tige carrée, fendue sur une partie de leur longueur, formait deux languettes plaquées en manière d'agrafes sur la face interne ».

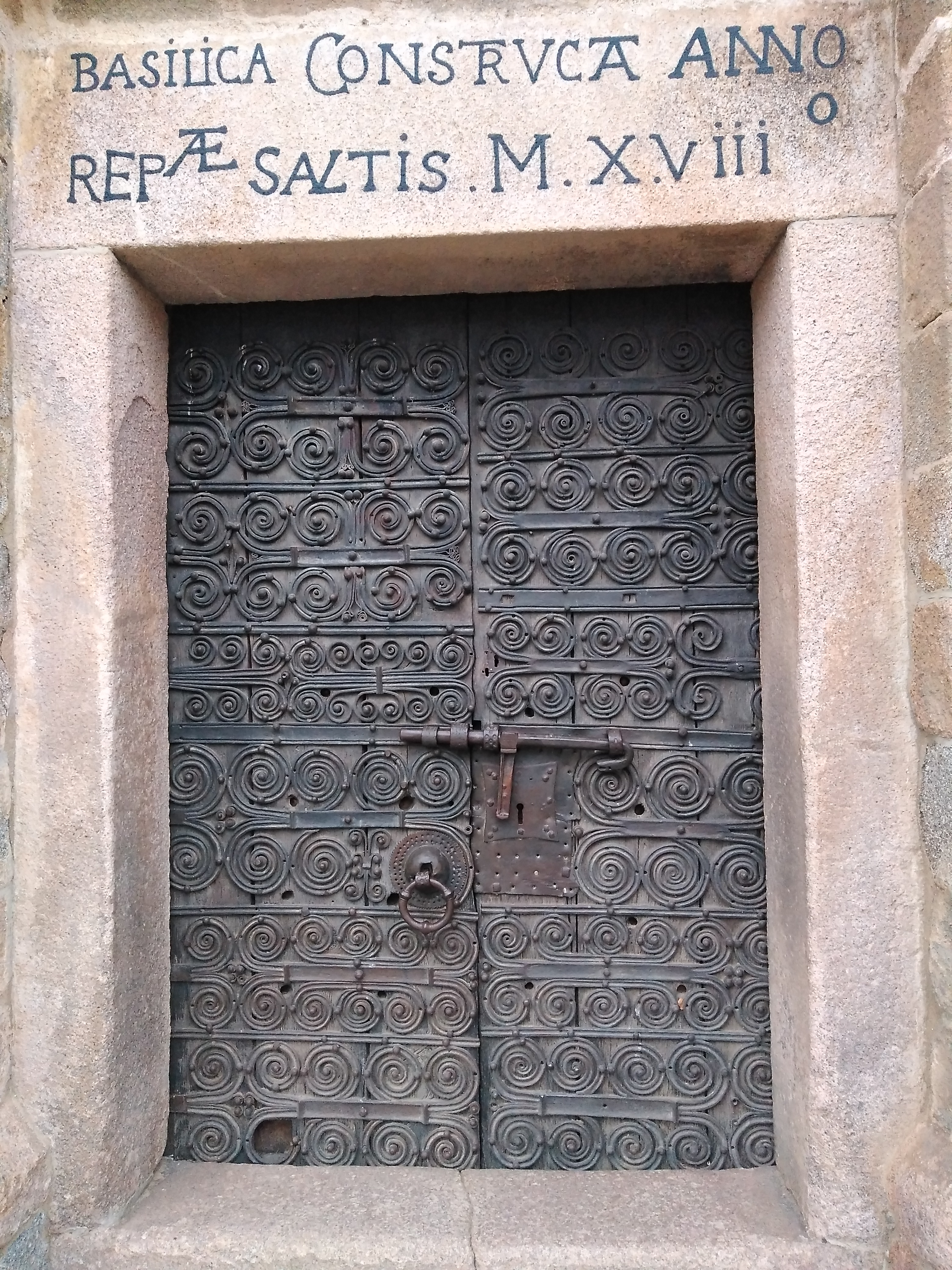
Pentures à volutes[8] (église de Serralongue).
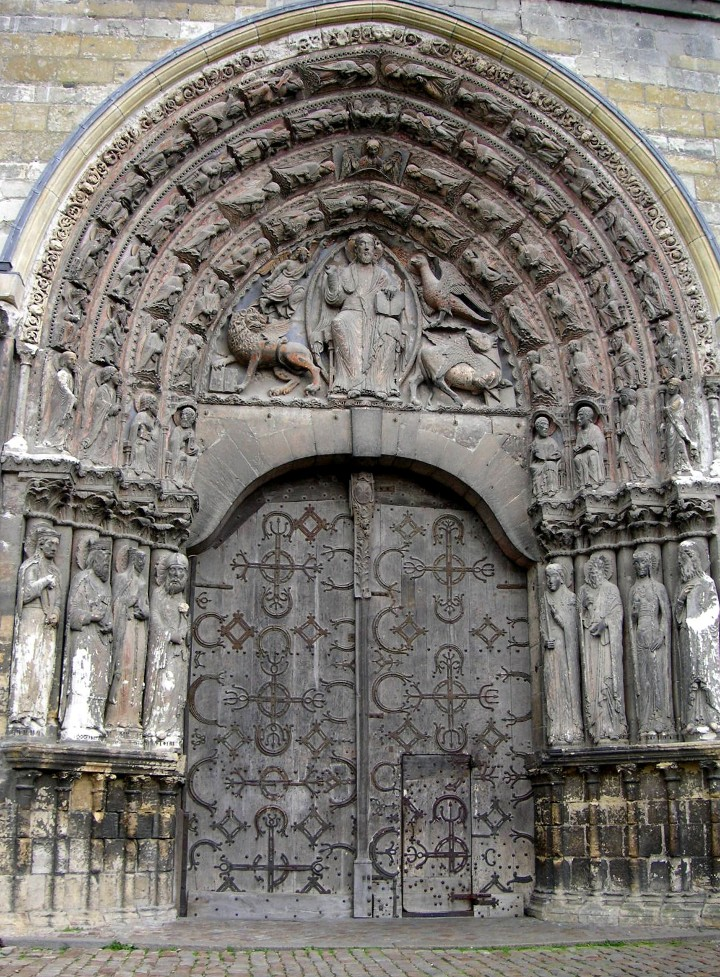
Pentures en C, en losanges, en croix ornées de tridents (cathédrale d'Angers).
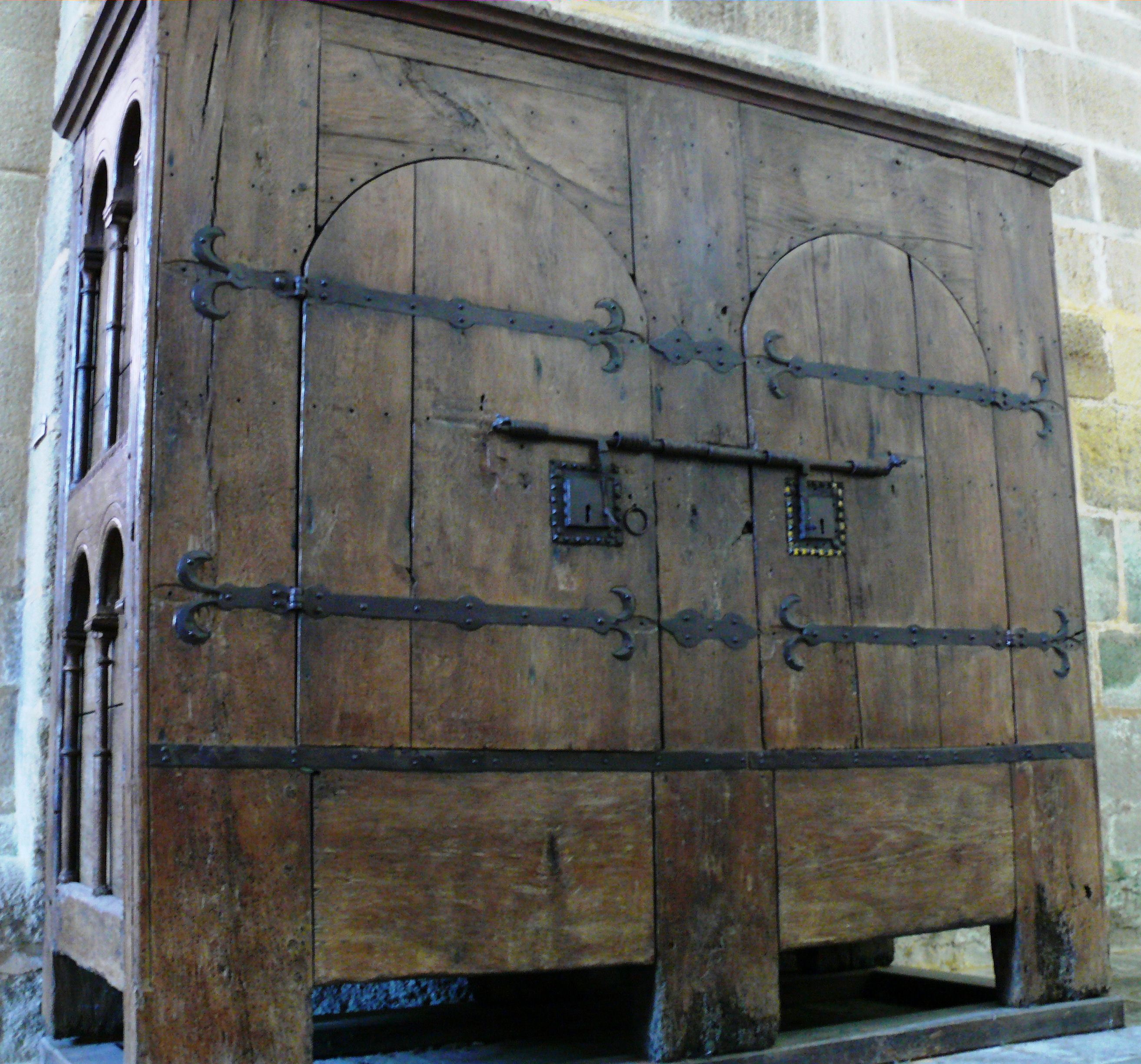
Quatre pentures droites, terminées en fleur de lys, pour la rotation des battants (armoire liturgique d'Aubazine).